# Sara Hugg
Sara Hugg (* 1973) ist eine ehemalige schwedische Skilangläuferin.

## Werdegang
Hugg trat international erstmals bei den Junioren-Weltmeisterschaften 1992 in Vuokatti in Erscheinung. Dort holte sie die Bronzemedaille mit der Staffel. Im folgenden Jahr belegte sie bei den Junioren-Weltmeisterschaften in Harrachov den 22. Platz über 15 km Freistil und den siebten Rang über 5 km klassisch. Mit der Staffel gewann sie dort die Silbermedaille. Bei den Nordischen Skiweltmeisterschaften 1993 in Falun lief sie auf den 35. Platz über 15 km klassisch. In der Saison 1995/96 holte sie in Seefeld in Tirol mit dem 24. Platz über 5 km Freistil ihre ersten Weltcuppunkte und erreichte in Falun mit dem 21. Rang über 15 km Freistil ihr bestes Einzelergebnis im Weltcup. Sie errang damit zum Saisonende den 46. Platz im Gesamtweltcup. In der folgenden Saison kam sie mit jeweils Platz 30 über 10 km klassisch in Oberstdorf und bei den Nordischen Skiweltmeisterschaften 1997 in Trondheim über 15 km Freistil letztmals im Weltcup in die Punkteränge. Ihr letztes Weltcuprennen absolvierte sie im März 1998 in Falun, welches sie auf dem 34. Platz über 5 km Freistil beendete. Bei schwedischen Meisterschaften siegte sie zweimal über 15 km (1995, 1996) und einmal mit der Staffel von Stockviks SF (1999).